# Michael Shapiro

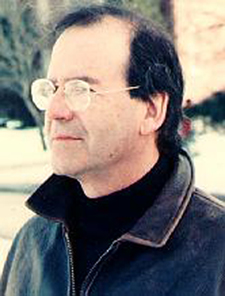
Michael Shapiro, 2008

Michael Joseph Shapiro (* 1940) ist ein US-amerikanischer Politologe. Er lehrt seit 2008 als Professor für Politikwissenschaft an der University of Hawaiʻi at Mānoa.

## Leben und Werk
Von 1968 bis 1970 lehrte Shapiro an der University of California, zwischen 1979 und 1986 an der University of Massachusetts, von 1972 bis 1973 an der Universität Bergen in Norwegen und 2002 an der Tisch School of the Arts an der New York University.
Shapiros Frühwerk umfasste die herkömmlichen Bereiche der Politikwissenschaften, darunter politische Psychologie und Entscheidungstheorie. Um 1980 begann Shapiro sich in seinen Werken mit Konzepten der Kontinentalphilosophie und der Kulturwissenschaften auseinanderzusetzen, einschließlich Gouvernementalität, Mikropolitik, Rhythmusanalyse und führte unkonventionelle Methoden, wie etwa den Ich-Erzähler, in seine Essays ein. 
Sein Werk wird als postdisziplinär bezeichnet, da es Disziplinen wie kritische Theorie, Cultural Studies, Filmtheorie, Literaturtheorie, African American Studies, Vergleichende Politikwissenschaft, Geographie, Soziologie, Stadtplanung, Wirtschaft, Psychoanalyse, Genre Studies, Musikwissenschaft, Ästhetik und 'indigene Politik' zusammenführt und vereint.

## Schriften
- Ethical and Political Theory. General Learning Press, 1976.
- Language and Political Understanding.The Politics of Discursive Practices. Yale University Press, 1981.
- Language and Politics. New York University Press, 1984.
- The Politics of Representation. Writing Practices in Biography, Photography, and Political Analysis. University of Wisconsin Press, 1988.
- International/Intertextual Relations. Postmodern Readings of World Politics. Lexington Books, 1989.
- mit Bjorn H. Jernudd: The Politics of Language Purism. Mouton De Gruyter, 1989.
- Reading the Postmodern Polity. Political Theory as Textual Practice. University of Minnesota Press, 1991.
- mit Hayward R. Alker: Challenging Boundaries. Global Flows, Territorial Identities. University of Minnesota Press, 1995.
- Violent Cartographies. Mapping Cultures of War. University of Minnesota Press, 1997.
- mit David Campbell: Moral Spaces. Rethinking Ethics and World Politics. 1999.
- Cinematic Political Thought. Narrating Race, Nation and Gender. Edinburgh University Press, 1999.
- Reading ‘Adam Smith’. Desire, History and Value. Rowman & Littlefield, 2002.
- For Moral Ambiguity. National Culture and the Politics of the Family. University of Minnesota Press, 2001.
- mit Jane Bennet: The Politics of Moralizing. Routledge, 2002.
- Methods and Nations. Cultural Governance and the Indigenous Subject. Routledge, 2003.
- mit Jenny Edkins, Veronique Pin-Fat: Sovereign Lives. Power in Global Politics. Routledge 2004.
- Deforming American Political Thought. Ethnicity, Facticity, and Genre. The University Press of Kentucky, 2006.
- Cinematic Geopolitics. Routledge, 2008.
- The Time of the City. Politics, philosophy and genre. (Routledge) 2010.